# Victoria's Secret (Sonata Arctica)
Victoria's Secret è il quarto singolo del gruppo musicale finlandese Sonata Arctica, pubblicato il 17 febbraio 2003 come primo estratto dall'album Winterheart's Guild.

## Descrizione
Il singolo è stato registrato al Tico Tico Studio da Anti Kortelainen tra settembre e novembre 2002, mixato da Mikko Karmila e masterizzato da Mika Jussila ai Finnvox Studios tra novembre e dicembre 2002. È stato pubblicato dall'etichetta discografica Spinefarm Records in formato CD.
Nonostante Henrik Klingenberg venga accreditato nel booklet del singolo come tastierista, in realtà non suona in questa pubblicazione.

## Tracce
1. Victoria's Secret (edited version) – 3:51 (Kakko)
2. Victoria's Secret (album version) – 4:48 (Kakko)
3. Fade To Black (Metallica cover) – 3:51 (Hetfield, Ulrich, Burton, Hammett)

## Formazione
- Tony Kakko - voce/tastiera
- Jani Liimatainen - chitarra
- Tommy Portimo - batteria
- Marko Paasikoski - basso
- Jens Johansson - tastiera in Victoria's Secret